# FK Metalurh Zaporizjzja
FC Metalurh Zaporizjzja (ukrainska: ФК Металург Запоріжжя) är en ukrainsk fotbollsklubb från Zaporizjzja.
Metalurh är ett av endast fem lag som har deltagit i alla 19 säsonger av Ukrainska ligan. Bästa placering är en 4:e plats 2001/2002 vilket gav en plats i UEFA-cupen 2002/2003. Det ledde till segrar mot Birkirkara F.C. från Malta i kvalrundan men laget forlorade sedan till engelska Leeds United i 1:a ronden. 
En gång, 2006, spelade klubben final i den ukrainska cupen och förlorade 2-0 till Dynamo Kiev. Eftersom Dynamo även blev mästare fick Metalurh en plats i UEFA-cupen 2006/2007 där klubben besegrade moldaviska Zimbru Chişinău i 2:a kvalronden men man förlorade sedan till grekiska Panathinaikos FC i 1:a ronden. 

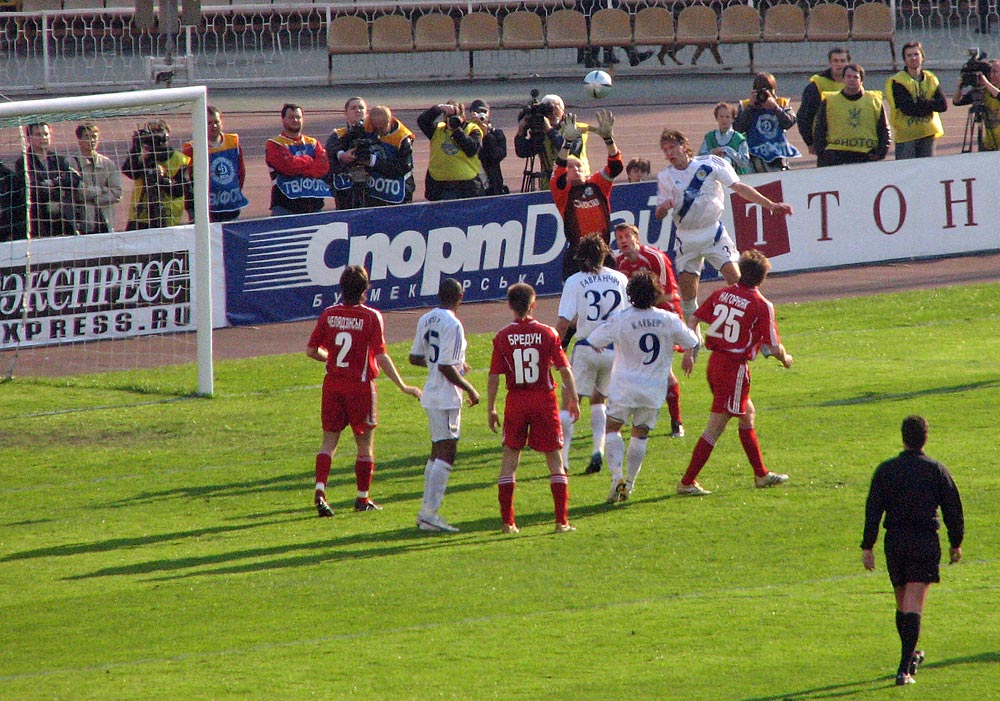
Dynamo Kiev och Metalurh Zaporizjzja i den Ukrainska cupfinalen i Kiev 2 maj 2006